# François Marie Quenot
François Marie Quénot, né le 5 février 1761 à Lorient, est un astronome français, puis officier de marine.
Membre de l'expédition d'Égypte. Membre de l'Institut d'Égypte le 22 août 1798, dans la section de mathématiques.